# Margherita di Savoia (contessa di Saint-Pol)
Margherita di Savoia (Torino, 1439 – Bruges, 9 marzo 1483) era figlia di Ludovico, duca di Savoia (1412-1465), e di Anna di Lusignano (1418-1462).

## Biografia
Nel dicembre del 1458 sposò a Casale Giovanni IV Paleologo, Marchese del Monferrato (1413-1464), figlio di Gian Giacomo Paleologo e di Giovanna di Savoia. Giovanni era un condottiero al servizio della Repubblica di Venezia contro il ducato di Milano. Margherita portò in dote 100.000 scudi ricevendo in cambio Trino, Morano sul Po, Borgo San Martino e Mombaruzzo. Ella rimase vedova il 19 gennaio 1464.
Due anni e mezzo dopo, il 12 luglio 1466, Margherita andò sposa a Pietro II di Lussemburgo, conte di Saint-Pol, di Brienne, di Ligny, di Marle e di Soissons, figlio di Luigi di Lussemburgo, conte di Saint-Pol, e di Giovanna di Bar, contessa di Marle e Soissons.
Alla sua morte Margherita fu sepolta nell'Abbazia di Happlaincourt, una frazione del comune francese di Villers-Carbonnel.

## Matrimonio e discendenza
Da Giovanni IV Paleologo ebbe una figlia:
- Elena Margherita (1459-96) che sposò nel 1480 Viktorin Poděbrad, Duca di Münsterberg, Conte del S.R.I. (1443-1500).

Da Pietro II Margherita ebbe cinque figli:
- Luigi (morto infante)
- Claudio (morto infante)
- Antonio (morto infante)

- Maria di Lussemburgo, andata sposa prima allo zio Giacomo di Savoia, conte di Romont e barone di Vaud, figlio di Ludovico di Savoia e di Anna di Lusignano, dal quale ebbe una figlia, Francesca di Savoia, andata sposa ad Enrico III di Nassau Dillenbourg. Maria sposò quindi in seconde nozze l'8 settembre 1587 Francesco di Borbone, conte di Vendôme (1470 – 1495), dal quale ebbe cinque figli;
- Francesca di Lussemburgo, signora d'Enghien (†1523), andata sposa a Filippo di Clèves-Ravenstein, capitano generale delle Fiandre († 1528).

Tra la sua discendenza, attraverso la figlia Maria di Lussemburgo, si annoverano la regina Maria Stuarda ed il re di Francia Enrico IV.

## Ascendenza
|                       |                    |                                 | Genitori                         |  |  | Nonni |  |  | Bisnonni             |  |  | Trisnonni           |  |
|                       |                    |                                 |                                  |  |  |       |  |  | Amedeo VII di Savoia |  |  | Amedeo VI di Savoia |  |
|                       |                    |                                 |                                  |  |  |       |  |  | Amedeo VII di Savoia |  |  | Amedeo VI di Savoia |  |
|                       |                    | Bona di Borbone                 |                                  |  |  |       |  |  | Amedeo VII di Savoia |  |  |                     |  |
| Amedeo VIII di Savoia |                    |                                 |                                  |  |  |       |  |  | Amedeo VII di Savoia |  |  |                     |  |
|                       |                    | Bona di Berry                   | Giovanni I di Berry              |  |  |       |  |  |                      |  |  |                     |  |
|                       |                    | Bona di Berry                   | Giovanni I di Berry              |  |  |       |  |  |                      |  |  |                     |  |
|                       |                    | Bona di Berry                   | Giovanna d'Armagnac              |  |  |       |  |  |                      |  |  |                     |  |
| Ludovico di Savoia    |                    | Bona di Berry                   |                                  |  |  |       |  |  |                      |  |  |                     |  |
|                       |                    | Filippo II di Borgogna          | Giovanni II di Francia           |  |  |       |  |  |                      |  |  |                     |  |
|                       |                    | Filippo II di Borgogna          | Giovanni II di Francia           |  |  |       |  |  |                      |  |  |                     |  |
|                       |                    | Filippo II di Borgogna          | Bona di Lussemburgo              |  |  |       |  |  |                      |  |  |                     |  |
| Maria di Borgogna     |                    | Filippo II di Borgogna          |                                  |  |  |       |  |  |                      |  |  |                     |  |
|                       |                    | Margherita III delle Fiandre    | Luigi II di Fiandra              |  |  |       |  |  |                      |  |  |                     |  |
|                       |                    | Margherita III delle Fiandre    | Luigi II di Fiandra              |  |  |       |  |  |                      |  |  |                     |  |
|                       |                    | Margherita III delle Fiandre    | Margherita di Brabante           |  |  |       |  |  |                      |  |  |                     |  |
| Margherita di Savoia  |                    | Margherita III delle Fiandre    |                                  |  |  |       |  |  |                      |  |  |                     |  |
|                       | Giacomo I di Cipro | Ugo IV di Cipro                 |                                  |  |  |       |  |  |                      |  |  |                     |  |
|                       | Giacomo I di Cipro | Ugo IV di Cipro                 |                                  |  |  |       |  |  |                      |  |  |                     |  |
|                       | Giacomo I di Cipro | Alice d'Ibelin                  |                                  |  |  |       |  |  |                      |  |  |                     |  |
| Giano di Cipro        | Giacomo I di Cipro |                                 |                                  |  |  |       |  |  |                      |  |  |                     |  |
|                       |                    | Helvis di Brunswick-Grubenhagen | Filippo di Brunswick-Grubenhagen |  |  |       |  |  |                      |  |  |                     |  |
|                       |                    | Helvis di Brunswick-Grubenhagen | Filippo di Brunswick-Grubenhagen |  |  |       |  |  |                      |  |  |                     |  |
|                       |                    | Helvis di Brunswick-Grubenhagen | Helvis de Dampierre              |  |  |       |  |  |                      |  |  |                     |  |
| Anna di Cipro         |                    | Helvis di Brunswick-Grubenhagen |                                  |  |  |       |  |  |                      |  |  |                     |  |
|                       |                    | Giovanni I di Borbone-La Marche | Giacomo I di Borbone-La Marche   |  |  |       |  |  |                      |  |  |                     |  |
|                       |                    | Giovanni I di Borbone-La Marche | Giacomo I di Borbone-La Marche   |  |  |       |  |  |                      |  |  |                     |  |
|                       |                    | Giovanni I di Borbone-La Marche | Giovanna di Châtillon-Saint Paul |  |  |       |  |  |                      |  |  |                     |  |
| Carlotta di Borbone   |                    | Giovanni I di Borbone-La Marche |                                  |  |  |       |  |  |                      |  |  |                     |  |
|                       |                    | Caterina di Vendôme             | Giovanni VI di Vendôme           |  |  |       |  |  |                      |  |  |                     |  |
|                       |                    | Caterina di Vendôme             | Giovanni VI di Vendôme           |  |  |       |  |  |                      |  |  |                     |  |
|                       |                    | Caterina di Vendôme             | Giovanna di Ponthieu             |  |  |       |  |  |                      |  |  |                     |  |
|                       |                    | Caterina di Vendôme             |                                  |  |  |       |  |  |                      |  |  |                     |  |